# Virtus Cagliari 2009-2010
- Beatrice CARTA, Play
- Sabrina PACILIO, Ala
- Virginia SABA,	Guardia
- Marie Elizabeth WARNER, Ala/Pivot
- Emanuela DI TUCCI Ala/Pivot
- Chiara MINI, Play
- Eleonora FAVA, Guardia
- Marika MINERVINO, Pivot
- Patrizia MARCELLO, Play/Guardia
- Chiara CADONI, Pivot
- Ntumba Madal MITONGU, Ala
- Silvia SATTA, Guardia
- Valentina MURA, Play